# Sancho Garcês II de Pamplona
Sancho Garcês II de Pamplona ou Sancho II Garcês Abarca (antes de 935 — Dezembro de 994) pertenceu à Dinastia Jiménez, foi o 6.º rei de Pamplona entre 970 e 994 e Conde de Aragão entre 943 e 994.

## Relações familiares
Foi filho de Garcia Sanches I de Pamplona rei de Pamplona e de Andregoto, filha e herdeira de Galindo II Aznárez, conde de Aragão, de quem o seu filho o rei Sancho II herdou o condado. Ao nascimento de seu sucessor, ele reconheceu seu irmão mais jovem, Ramiro como rei de Viguera. 

## Matrimónio e descendência
Casou cerca de 963 com Urraca Fernandes de Castela (m. ca. 1007), filha de Fernão Gonçalves, conde de Castela e de Sancha Sanches de Pamplona. Deste casamento nasceram:
- Garcia Sanches II de Pamplona,[5] rei de Pamplona (n. depois de 963- 1004) casado com Jimena Fernandes, filha de Fernando Bermudes e de Elvira Dias de Saldanha.[6][7]
- Ramiro Sanches (m. 992).[8]
- Gonçalo Sanches, conde de Aragão.[9]

Teve uma filha ilegítima:
1. Urraca Sanches, casada com Almançor,[10][5] pais de Abderramão Sanchuelo, chamado Sanchol ou Sanchuelo  por sua semelhança com seu avô.[5]